# Нордзе-канал
Но́рдзе-кана́л (нидерл. Noordzeekanaal), или Северный морской канал — судоходный канал в Нидерландах, между Амстердамом и городом Эймёйден. Является основным водным путём, связывающим порт Амстердама с Северным морем — ежегодно через канал длиной 27 км проходит более чем 100 тыс. судов. Максимальное водоизмещение судов — 90 тыс. т.
Восточная оконечность канала находится в бывшей гавани Эй, откуда также отходит канал Амстердам-Рейн. Сток Нордзе-канала в Северное море происходит через систему шлюзов в Эймёйдене, где расположена крупнейшая насосная станция в Европе.

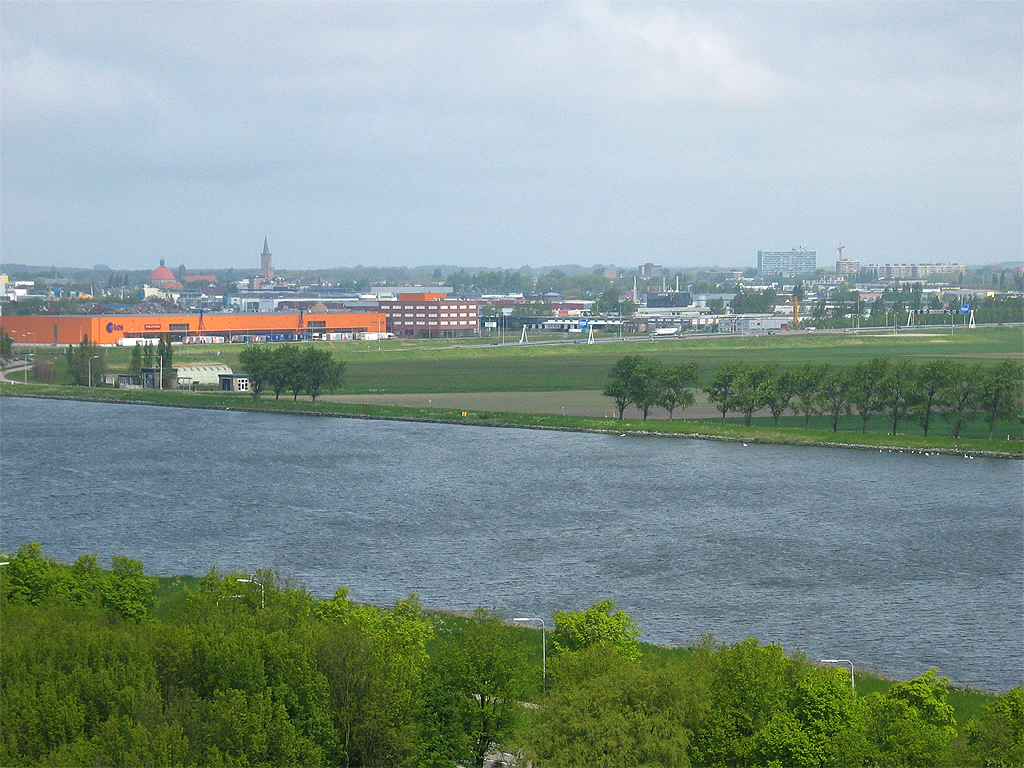
Канал около города Бевервейка

## История

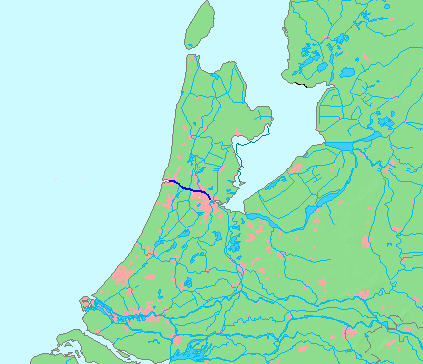

В 1824 году для улучшения сообщения между гаванью Амстердама и Северным морем был прокопан Нордхолландс-канал. Однако он был длинным и узким и довольно быстро перестал справляться с потоком кораблей. Через несколько десятилетий было решено построить новый водный путь, который бы кратчайшим путём выводил к морю.
Земляные работы начались 8 марта 1865 года на берегу Северного моря. Поскольку ни одна нидерландская компания не пожелала реализовать проект, работы проводились англичанами. Канал был прорыт с использованием лишь ручной силы, причём рабочие жили в плохих условиях.

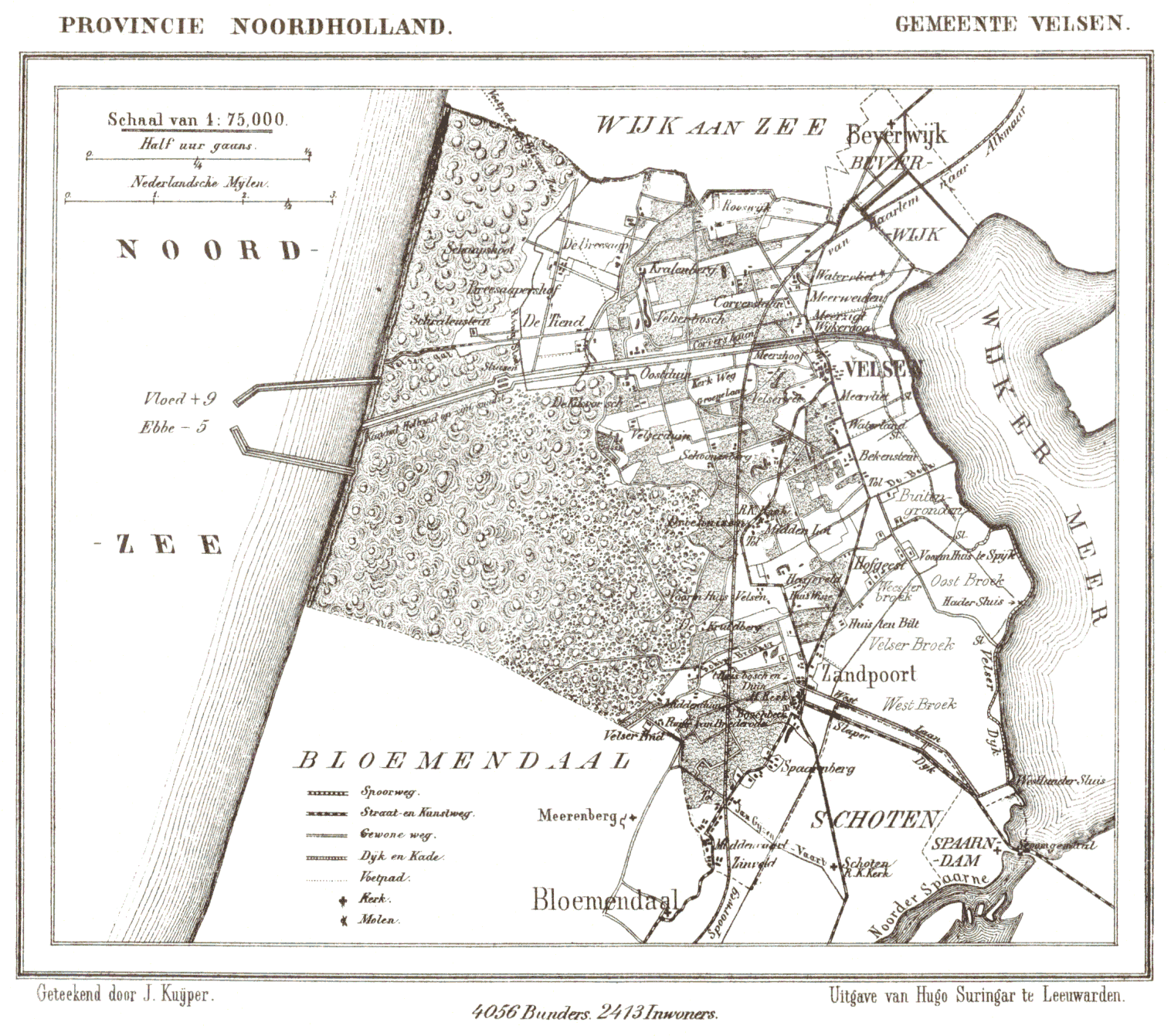
Старая карта Велсена, на которой изображена западная конечность Эй и планируемый канал

Северный морской канал был прокопан через старую гавань Эй и выровнен дамбами (суммарная длина построенных дамб составила 17 км), а оставшаяся часть гавани была обращена в польдеры. Со стороны побережья были прокопаны дюны у Велсена. Для организации стока и осуществления судоходства по притокам реки Эй, таким как Спарне, Зан и Науэрнасе-Варт, используется несколько вспомогательных каналов. Канал был официально открыт 1 ноября 1876 года в присутствии короля Вильгельма III. В течение последующих лет канал несколько раз расширялся и углублялся.
У восточного окончания канала гавань Эй соединялась с Зёйдерзе до 1872 года, когда были сооружены «Оранжевые шлюзы». В 1876 году на берегу моря был основан новый город Эймёйден (в переводе с нидерландского — «устье Эй»), в котором построили небольшую систему Южных шлюзов («Zuidersluis»). В 1896 году возвели Средние шлюзы («Middensluis»), а 1929 году была построена крупнейшая шлюзовая система в Европе того времени — Северный шлюзы («Noordersluis»). После завершения этих «ворот» Нордзе-канал и гавань Эй потеряли свободное сообщение с морем и уровень воды в них стало возможно регулировать.

## Боковые каналы

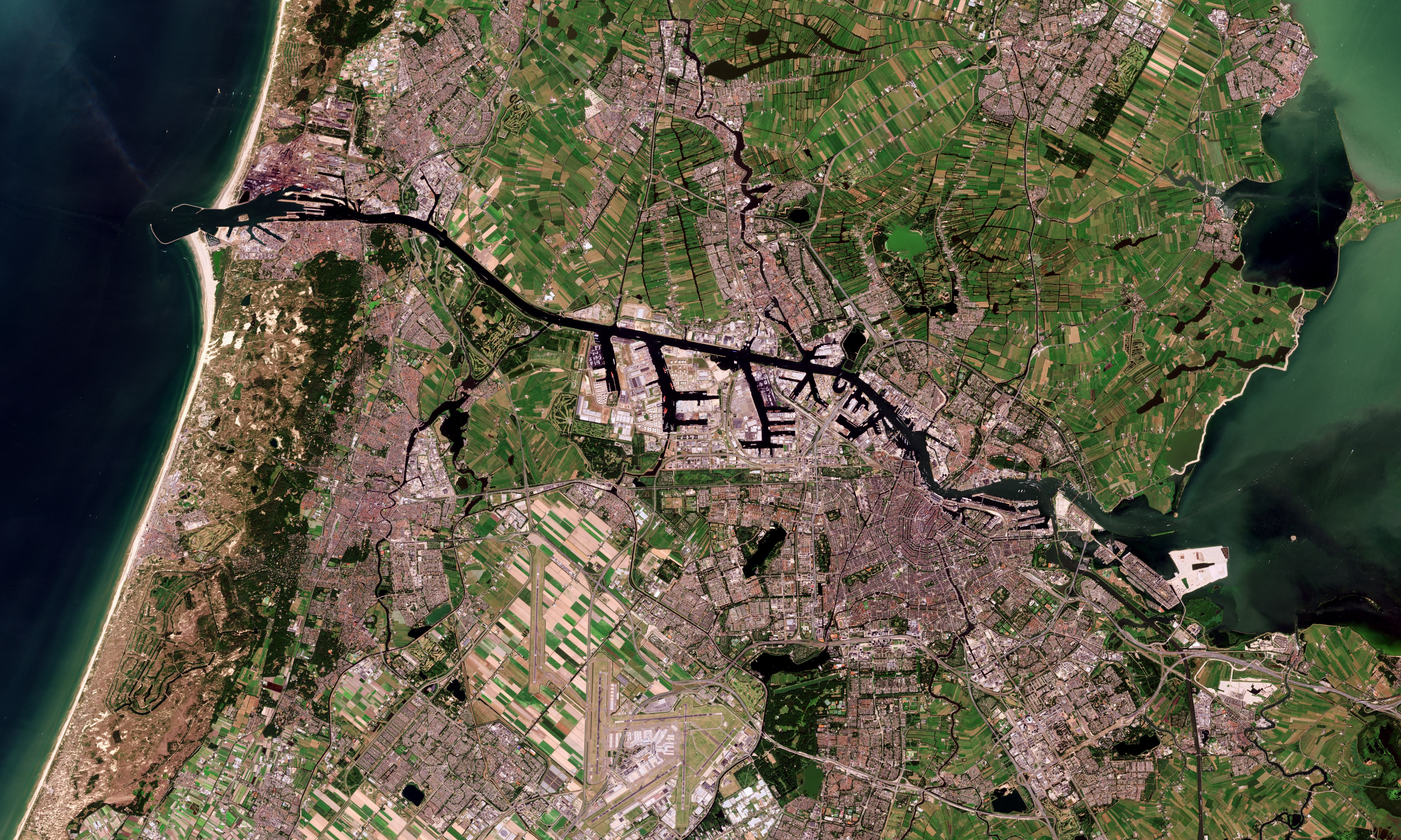
Спутниковый снимок

Нордзе-канал и Эй имеют 10 боковых каналов (Zijkanaal), которые соединяются с реками и другими каналами, несшими свои воды в бухту Эй до её перестройки.
- Боковой канал «A» — соединяет Нордзе-канал с гаванью Бевервейка, также служит паводковым каналом для укреплений Амстердама.
- Боковой канал «B» — соединял Спарндам с Нордзе-канал, но был отрезан при строительстве шоссе A9 в 1960-х. В настоящее время используется для спортивной гребли и швартовки домов на воде.
- Боковой канал «C» — соединяет реку Спарне в Спарндаме с Нордзе-каналом в Бёйтенхёйзене.
- Боковой канал «D» — соединяет Нордзе-канал с Науэрнасе-Варт.
- Боковой канал «E» — очень короткий канал, соединяющий Нордзе-канал с южной частью Вестзана.
- Боковой канал «F» — соединял Халфвег с Нордзе-каналом, в настоящее время практически засыпан. Небольшая часть используется как дренажный канал.
- Боковой канал «G» — соединяет Зандам и реку Зан с Нордзе-каналом.
- Боковой канал «H» — соединяет Барндегат с Нордзе-каналом.
- Боковой канал «I» — соединяет East Zaan Overtoom с рекой Эй.
- Боковой канал «K» — соединяет гавань Ньивендам с рекой Эй.

## Шлюзы

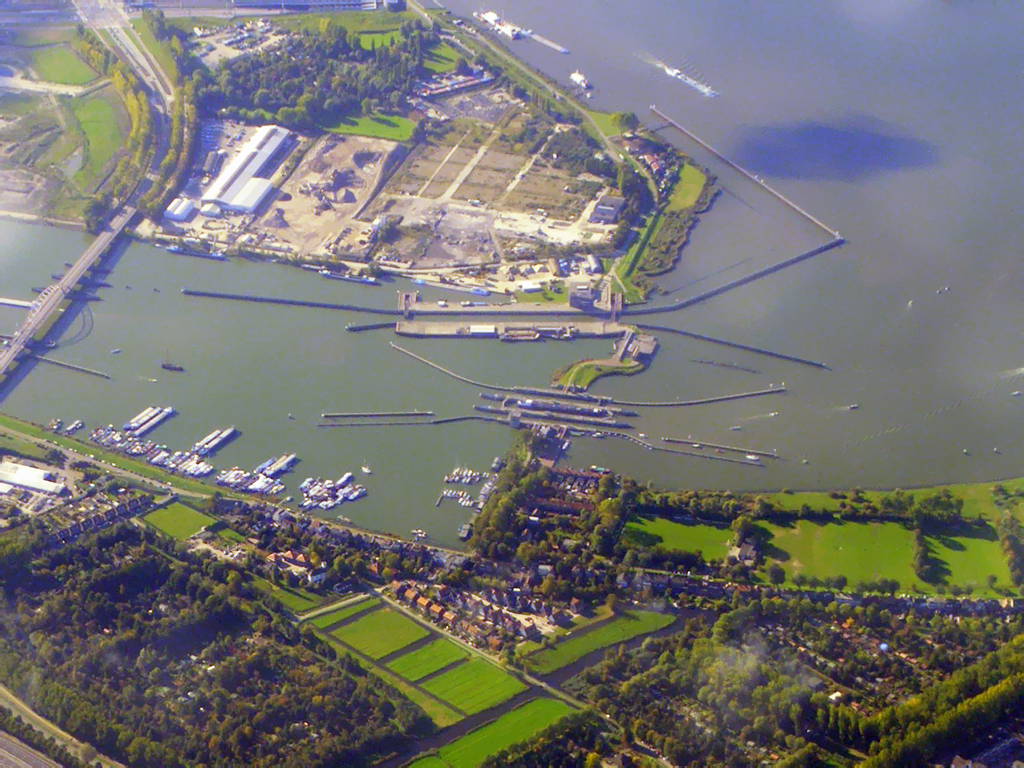
Оранжевые шлюзы на входе в озеро Эймер.

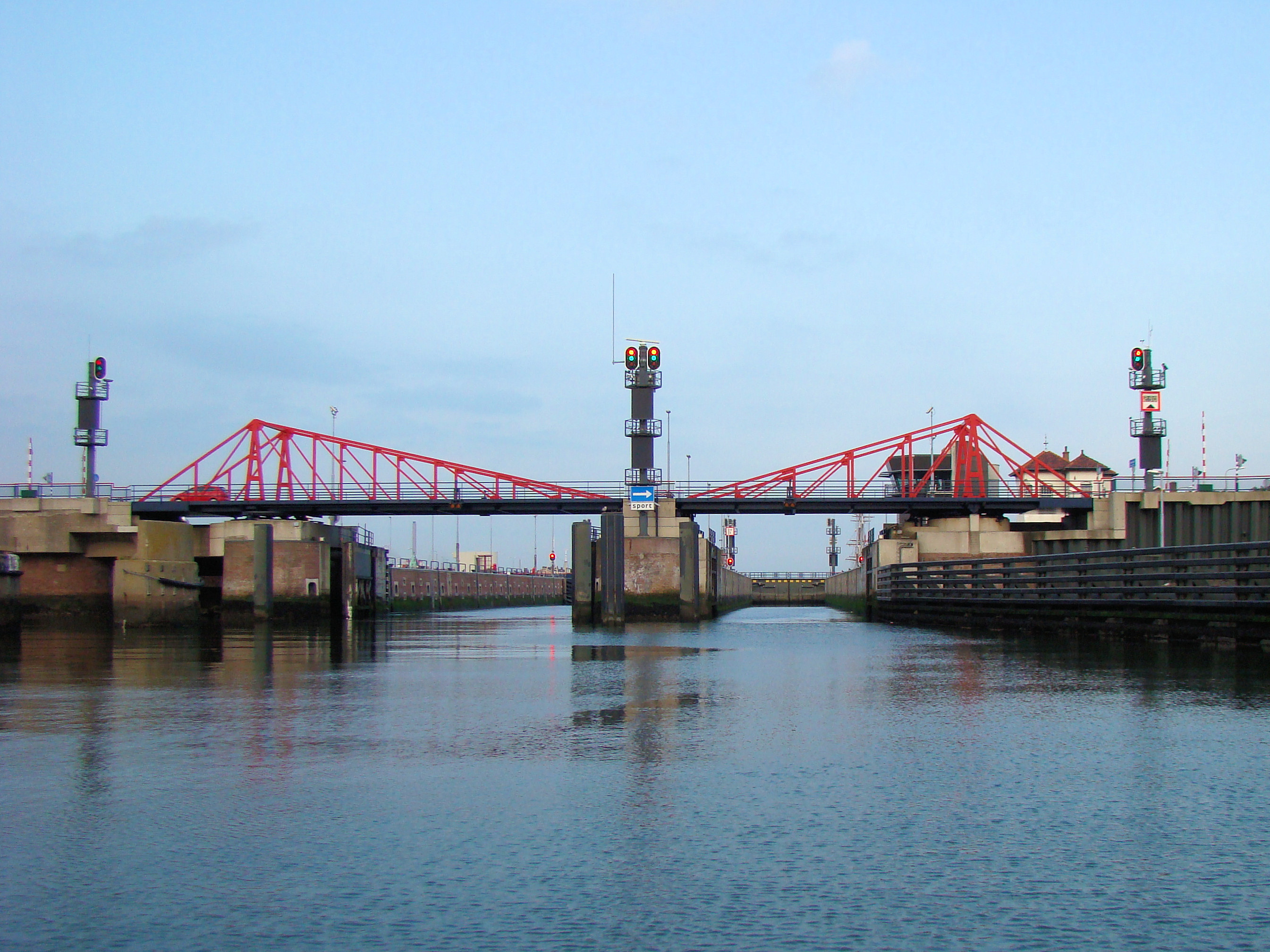

На выходе в Северное море на канале расположены 4 шлюза:
| Название | Год создания | Размеры (длина × ширина × глубина) метры |
| -------- | ------------ | ---------------------------------------- |
| Южные    | 1876         | 110 × 20 × 8                             |
| Малые    | 1876         | 110 × 11 × 3,5                           |
| Средние  | 1896         | 225 × 25 × 10                            |
| Северные | 1929         | 400 × 50 × 15                            |

## Мосты и тоннели
Железнодорожные тоннели:
- между Амстердамом и Зандамом
- между Велзеном и Бевервейком

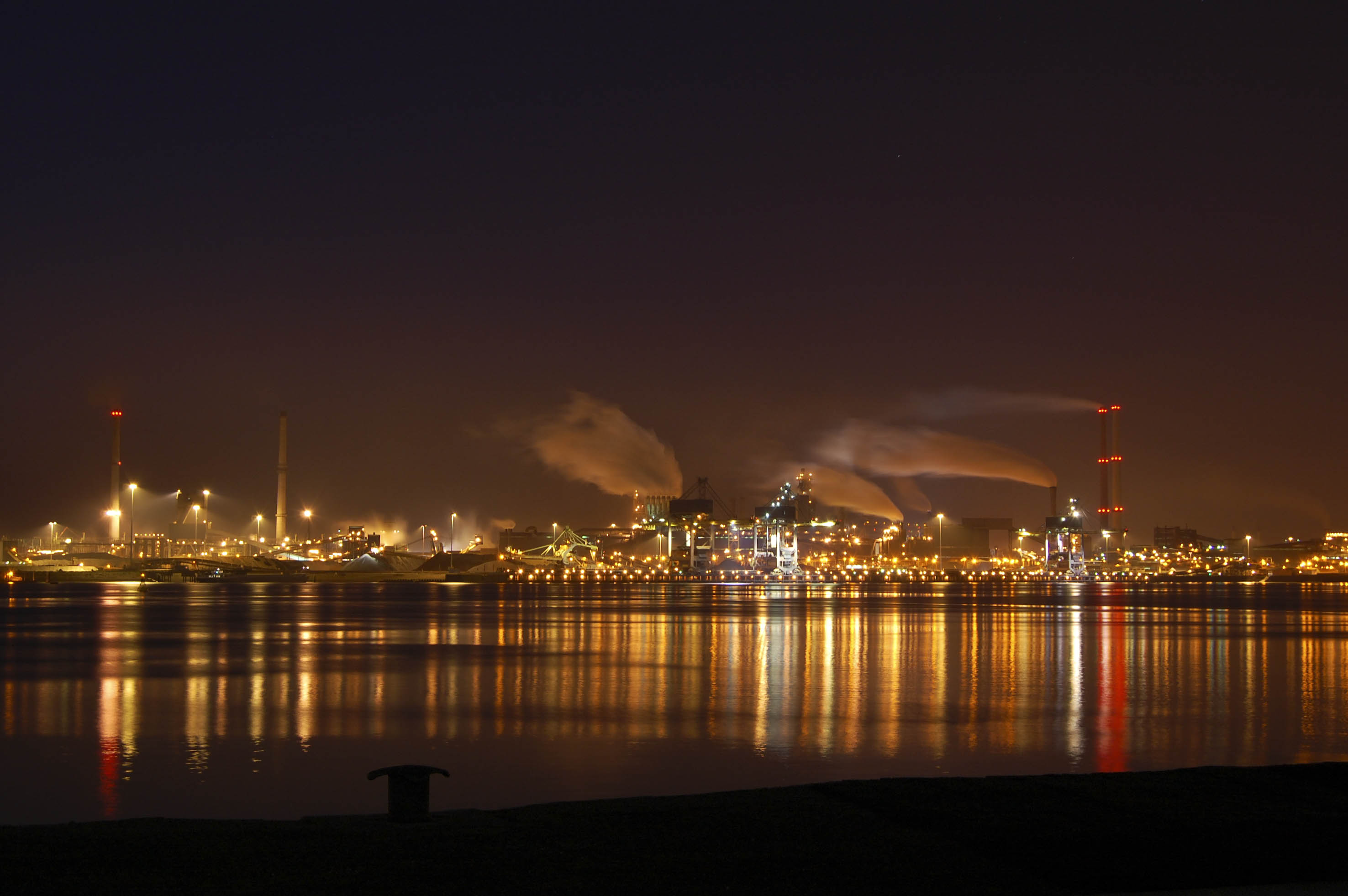
Нордзе-канал ночью

Автомобильные мосты и тоннели (с востока на запад):
- Зебургский тоннель и Зебургский мост
- Зёйдерзевег
- Эй-тоннель
- тоннель Куна
- Вейкер-тоннель (часть шоссе A9)
- Велсерский тоннель

Самая западная дорога через канал проходит по шлюзам. В Амстердаме также имеется несколько паромов через Эй, по крайней мере один бесплатный и круглосуточный.